# Federica Cesarini
Federica Cesarini (Cittiglio, 2 agosto 1996) è una canottiera italiana, vincitrice della medaglia d'oro olimpica a Tokyo 2020 nel canottaggio in coppia con Valentina Rodini nel doppio pesi leggeri.
È iscritta al Corso di Laurea Magistrale in Governo, Amministrazione e Politica (GAP) presso l'Università Luiss Guido Carli.
Insieme alla compagna di barca Valentina Rodini, forma l'ormai "nota" coppia thecesadini.

## Palmarès
- Giochi olimpici

Tokyo 2020: oro nel 2 di coppia pesi leggeri.
- Mondiali

Sarasota 2017: oro nel quattro di coppia pesi leggeri.
- Europei

Lucerna 2019: oro nel singolo pesi leggeri
Poznan 2020: argento nel doppio pesi leggeri
Varese 2021: oro nel doppio pesi leggeri